# 林文伯
林文伯（りん ぶんはく、1951年12月1日 - ）は台湾の実業家で、囲碁棋士。基隆市出身。矽品精密工業（シリコンウエア・プレシジョン・インダストリーズ）代表取締役、京元電子取締役などを務めた。囲碁では第1期名人戦で優勝、アマチュア八段の実力を持ち、中華職業囲棋協会理事長を務めるなど囲碁界にも支援してきた。コントラクトブリッジの名手でもある。

## 経歴
父は魚の養殖に用いる魚粉の日本からの輸入業を営んでいた。林文伯は1969年に国立交通大学電子物理学科に入学し、1973年に卒業。囲碁は林海峰からも指導を受けており、在学中から棋力を認められ、1974年には中国囲棋会と台湾新生報が開催した名人戦で優勝。また大華晩報主催の第3回全国囲棋冠軍戦(1975年)などで優勝。
1977年にプロの棋士となることはあきらめ、獲得賞金を元に精密機器の輸入代理店愛発公司を設立。1984年に父の経営する会社が日本企業による代理店契約を中止されたため、新たな事業として、同級生の宣明智の紹介により、菱生精密公司の蔡祺文と共同で矽品精密工業公司を設立、半導体パッケージング・検査の業種に進出した。蔡祺文が製品の生産、林文伯が経営と財務を担当するが、林文伯は京元電子、全懋、南茂、泰林などの半導体企業に投資してグループ企業を形成し、矽品はこの分野で世界3位の企業となった。
1998年に林文伯の援助により、囲碁普及のための海峰文教基金会が設立された。2008年には培生文教基金会に統合され、これにより海峰棋院が設立され、多くのプロ棋士の棋戦が開催されるようになった。2012年に中華職業囲棋協会理事長に選出され、2013年には、アマチュア棋士育成のための道場を設立した。
2016年には中国で開催された新浪杯商界棋王戦にて、決勝で上海建橋グループ取締役の周星増に勝利して優勝。
2017年にはトーナメント優勝者との挑戦手合に勝って2連覇する。

## 家族
林文伯の長女の林依俐は、2004年に漫画雑誌『挑戦者月刊』を創刊した。
息子の林依弘は日本でソニーにて電子ゲームの研究に従事しており、2004年に林海峰の娘の林芳美と結婚した。
弟の林文進はダウン症だったが、林文伯は矽品精密工業設立の後、知的障害者の文化・教育活動の支援と教育の推進のために、弟名義で株式を寄付して培生文教基金会を設立した。弟は1995年に没し、遺産は基金会に寄付された。

## 注
1. ↑  “矽品林文伯砸1.8億元養選手期望台灣再出一個世界棋王”. 海峰棋院. (2019年5月16日) 2022年6月1日閲覧。
2. ↑  “首届商界棋王赛林文伯夺冠 周星增屈居亚军”. 新浪体育報. (2016年1月22日) 2022年6月1日閲覧。
3. ↑  “臺灣矽品精密董事長林文伯「商界棋王」二連霸 臺灣眾多媒體熱烈報導”. 海峰棋院. (2017年12月11日) 2022年6月1日閲覧。
4. ↑  范中興 (2004年10月11日). “矽品精密董事長林文伯為寶貝女兒猛Ｋ漫畫”. 台灣蘋果日報.  オリジナルの2016年3月4日時点におけるアーカイブ。 2015年9月3日閲覧。
5. ↑  魏鑫陽 (2005年10月10日). “林依弘不愛圍棋只愛電玩”. 台灣蘋果日報.  オリジナルの2016年7月2日時点におけるアーカイブ。 2015年9月3日閲覧。
6. ↑  成立緣起 アーカイブ 2020年8月7日 - ウェイバックマシン.培生文教基金會